# Alysha Clark
Alysha Angelica Clark (Denver, 7 luglio 1987) è una cestista statunitense naturalizzata israeliana, professionista nella WNBA.

## Carriera
È stata selezionata dalle San Antonio Silver Stars al secondo giro del Draft WNBA 2010 con la 17ª chiamata assoluta.

## Statistiche

### College
| Anno      | Squadra           | PG  | PT | MP   | TC%  | 3P%  | TL%  | RP   | AP  | PRP | SP  | PP   |
| --------- | ----------------- | --- | -- | ---- | ---- | ---- | ---- | ---- | --- | --- | --- | ---- |
| 2005-2006 | Belmont Bruins    | 30  | -  | 31,6 | 54,3 | 22,7 | 74,5 | 10,9 | 1,3 | 1,7 | 0,5 | 20,0 |
| 2006-2007 | Belmont Bruins    | 30  | -  | 29,1 | 58,0 | 36,4 | 74,4 | 12,6 | 1,9 | 2,2 | 0,5 | 17,0 |
| 2008-2009 | M.T. Blue Raiders | 34  | -  | 34,4 | 60,7 | 41,4 | 79,0 | 9,8  | 2,1 | 2,1 | 0,6 | 27,5 |
| 2009-2010 | M.T. Blue Raiders | 29  | 29 | 35,1 | 61,4 | 32,1 | 77,7 | 11,6 | 3,4 | 2,4 | 0,7 | 28,3 |
| Carriera  | Carriera          | 123 | 29 | 32,6 | 59,0 | 33,3 | 76,6 | 11,2 | 2,2 | 2,1 | 0,6 | 23,3 |

### WNBA

#### Regular Season
| Anno     | Squadra        | PG  | PT  | MP   | TC%  | 3P%  | TL%  | RP  | AP  | PRP | SP  | PP   |
| -------- | -------------- | --- | --- | ---- | ---- | ---- | ---- | --- | --- | --- | --- | ---- |
| 2012     | Seattle Storm  | 23  | 0   | 10,3 | 54,7 | 45,0 | 70,6 | 2,0 | 0,3 | 0,2 | 0,0 | 3,4  |
| 2013     | Seattle Storm  | 33  | 0   | 15,3 | 45,3 | 39,0 | 76,0 | 2,5 | 0,4 | 0,4 | 0,2 | 4,0  |
| 2014     | Seattle Storm  | 34  | 22  | 16,5 | 44,8 | 24,6 | 69,6 | 2,1 | 0,6 | 0,5 | 0,3 | 4,2  |
| 2015     | Seattle Storm  | 33  | 31  | 23,1 | 54,4 | 35,3 | 77,5 | 3,7 | 1,2 | 0,7 | 0,2 | 6,9  |
| 2016     | Seattle Storm  | 33  | 32  | 27,6 | 48,4 | 38,7 | 84,7 | 3,7 | 1,9 | 0,7 | 0,1 | 9,0  |
| 2017     | Seattle Storm  | 33  | 33  | 28,3 | 52,5 | 32,8 | 74,5 | 4,2 | 1,6 | 0,7 | 0,1 | 8,2  |
| 2018†    | Seattle Storm  | 31  | 30  | 26,2 | 48,0 | 39,2 | 84,6 | 3,5 | 1,9 | 1,0 | 0,1 | 7,4  |
| 2019     | Seattle Storm  | 31  | 30  | 28,4 | 48,1 | 48,1 | 81,8 | 4,7 | 2,5 | 1,1 | 0,5 | 9,6  |
| 2020†    | Seattle Storm  | 22  | 22  | 28,8 | 55,8 | 52,2 | 80,0 | 4,2 | 2,7 | 1,5 | 0,5 | 10,0 |
| 2022     | Wash. Mystics  | 29  | 29  | 26,4 | 46,4 | 30,3 | 91,3 | 4,5 | 2,0 | 1,0 | 0,3 | 8,0  |
| 2023†    | Las Vegas Aces | 39  | 1   | 22,5 | 44,4 | 38,6 | 81,8 | 3,4 | 1,1 | 0,6 | 0,2 | 6,7  |
| 2024     | Las Vegas Aces | 40  | 18  | 24,3 | 44,3 | 37,3 | 82,1 | 3,6 | 1,8 | 0,8 | 0,3 | 6,0  |
| Carriera | Carriera       | 381 | 248 | 23,0 | 48,3 | 38,1 | 80,1 | 3,5 | 1,5 | 0,8 | 0,2 | 6,8  |

#### Playoffs
| Anno     | Squadra        | PG | PT | MP   | TC%  | 3P%  | TL%  | RP  | AP  | PRP | SP  | PP   |
| -------- | -------------- | -- | -- | ---- | ---- | ---- | ---- | --- | --- | --- | --- | ---- |
| 2013     | Seattle Storm  | 2  | 0  | 18,5 | 45,5 | 33,3 | 100  | 5,0 | 0,5 | 0,0 | 0,0 | 7,0  |
| 2016     | Seattle Storm  | 1  | 1  | 28,0 | 33,3 | 0,0  | 100  | 2,0 | 3,0 | 0,0 | 0,0 | 8,0  |
| 2017     | Seattle Storm  | 1  | 1  | 26,0 | 66,7 | -    | 100  | 5,0 | 0,0 | 1,0 | 1,0 | 6,0  |
| 2018†    | Seattle Storm  | 8  | 8  | 35,0 | 50,0 | 45,8 | 87,5 | 5,9 | 2,6 | 0,5 | 0,3 | 8,5  |
| 2019     | Seattle Storm  | 2  | 2  | 28,5 | 14,3 | 20,0 | 85,7 | 3,5 | 1,0 | 2,0 | 0,5 | 4,5  |
| 2020†    | Seattle Storm  | 6  | 6  | 30,5 | 45,3 | 34,8 | 100  | 6,5 | 3,2 | 0,7 | 0,7 | 10,3 |
| 2022     | Wash. Mystics  | 2  | 2  | 25,5 | 57,1 | 50,0 | 66,7 | 3,5 | 3,0 | 1,5 | 0,5 | 6,0  |
| 2023†    | Las Vegas Aces | 9  | 1  | 24,1 | 52,9 | 31,8 | 92,9 | 4,4 | 1,3 | 0,3 | 0,1 | 8,2  |
| 2024     | Las Vegas Aces | 6  | 3  | 25,8 | 36,4 | 33,3 | 100  | 3,8 | 2,0 | 0,7 | 0,2 | 6,0  |
| Carriera | Carriera       | 37 | 24 | 27,9 | 46,0 | 35,9 | 92,0 | 4,9 | 2,1 | 0,6 | 0,3 | 7,8  |

## Palmarès

### Squadra
- Campionato WNBA: 3

Seattle Storm: 2018, 2020
Las Vegas Aces: 2023

### Individuale
- WNBA Sixth Woman of the Year (2023)
- WNBA All-Defensive First Team (2020)
- WNBA All-Defensive Second Team (2019)
- 2 volte miglior tiratrice da tre punti WNBA (2019, 2020)